# Атимний
Атимний (Атимн, др.-греч. Ἀτύμνιος) — персонаж древнегреческой мифологии. Сын Зевса и Кассиопеи (на словах сын Феникса). В него был влюблен Сарпедон, из-за чего началась его война с Миносом Возлюбленный Аполлона, Аполлон оплакивал его на Крите.